# Heinrich Hartl (Komponist)

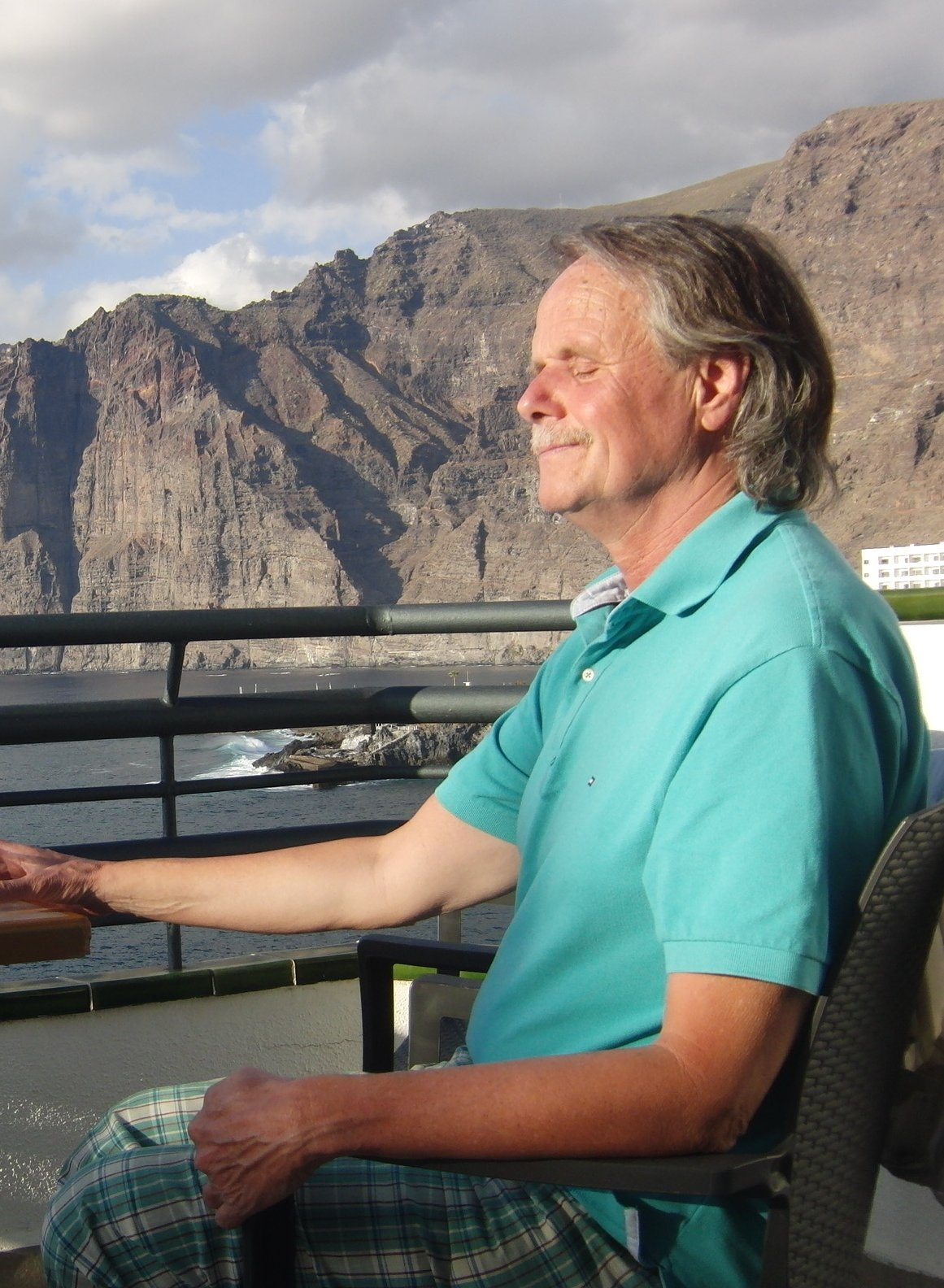
Heinrich Hartl

Heinrich Hartl (* 7. Mai 1953 in Deggendorf) ist ein deutscher Komponist und Pianist.

## Leben
Hartl studierte Orgel, Klavier, Katholische Kirchenmusik und Komposition am Meistersinger-Konservatorium in Nürnberg. 1985 erhielt er einen Lehrauftrag an der Universität Erlangen-Nürnberg.
Das Spektrum seines kompositorischen Schaffens reicht von Chormusik, Kammer- und Orchestermusik bis hin zum musikalisch-literarischen Chanson und umfasst mittlerweile über 140 Werke. Hartl ist ein Grenzgänger zwischen Neuer Musik und Jazz; im Zentrum seines künstlerischen Ausdrucks steht der Moment der Stille mit der „Konzentration auf das Immaterielle, das Nicht-Faßbare, das Transzendente“ (so Jens Voskamp in seiner Laudatio anlässlich der Verleihung des Wolfram-von-Eschenbach-Preises 2006).
Inspirative „Momente der Stille“ findet er „in Literatur, Natur und alter Architektur. Lyrik ist für ihn ‚wie Musik, wie Farbe und Licht‘ – ein bemerkenswerter Vergleich angesichts der Tatsache, dass Heinrich Hartl seit seiner Geburt blind ist.“
Heinrich Hartl lebt in Nürnberg. Als Komponist und Pianist arbeitet er regelmäßig mit dem Studio Franken des Bayerischen Rundfunks zusammen und konzertiert sowohl in der Region als auch im Ausland (Konzertreisen führten ihn nach Lettland, Usbekistan und in die Ukraine). Sein Chansonprogramm Wenn ick mal tot bin (mit der Sängerin Jutta Czurda) erlebte 60 Vorstellungen im Stadttheater Fürth.

## Preise und Auszeichnungen
- 1985 Kulturförderpreis des Bezirks Mittelfranken
- 1994 1. Preis bei einem internationalen Kompositionswettbewerbs in der Tschechischen Republik (für das Streichquartett Was im Stillen erblüht op. 61)
- 1995 Kulturförderpreis der Stadt Nürnberg
- 2006 Wolfram-von-Eschenbach-Preis des Bezirks Mittelfranken
- 2012 Kulturpreis der Stadt Fürth[2]

## Kompositionen (Auswahl)

### Bühnenwerke
- Lina und Strano (op. 97). Märchenoper in 3 Akten. Libretto: Godehard Schramm
- Die Welt ist eine Scheibe (op. 135). Kammeroper. Libretto: Elmar Tannert (* 1964). UA 23. Oktober 2005 Nürnberg (Pocket Opera Company; Regie: Peter Beat Wyrsch)

### Vokalkompositionen
- Mache dich auf, werde Licht (op. 5). 2 geistliche Konzerte für Sopran und Orgel. Texte: aus dem Buch Jesaja
- Kantate (op. 27) für gemischten Chor und Orchester. Text: Bertolt Brecht, Legende von der Entstehung des Buches Taoteking auf dem Weg des Laotse in die Emigration
- Zwei Humoresken (op. 48) für Jugendchor und kleines Orchester. Texte: Peter Hacks und Christian Morgenstern
- Die Versuchung Jesu (op. 51) für Chor und Orchester. Text: aus dem Evangelium nach Lukas. UA 1993 Bayreuth (Stadtkirche)
- Das Siegesfest (op. 75). Kantate für gemischten Chor und Orchester. Text: Friedrich Schiller
- Tamar (op. 80) für Solisten, Chor und kleines Orchester. Text: Martin Buber
- Da pacem domine (op. 95). Kantate für Chor und Orchester
- Lobe den Herrn meine Seele (op. 109) für Jugendchor, Kinderchor, Sopran, Tenor, Sprecher und Orchester. Text: Psalm 103
- Wer wußte je das Leben recht zu fassen (op. 129). 4 Gesänge für Männerchor a cappella nach Gedichten von August von Platen. UA 23. Mai 2004 Erlangen (Orangerie)
- O magnum Mysterium (op. 132). Motette für gemischten Chor a cappella. UA 4. Dezember 2004 Nürnberg (Frauenkirche; musica-viva-chor Bamberg)
- Zu beiden Händen (op. 141). 6 Meditationen für Sopran, Bariton, 4- bis 8-stimmigen gemischten Chor und Orchester. Texte: Paul Celan. UA 2. Dezember 2007 Nürnberg (Meistersingerhalle; Kirsten Drope [Sopran], Christian Hilz [Bariton]; Hans-Sachs-Chor Nürnberg, Ensemble Kontraste; Leitung: Julian Christoph Tölle). Aufnahme (BR / Studio Franken)

1. Die Krüge („An den langen Tischen der Zeit…“, aus Mohn und Gedächtnis [1952]) – 2. Psalm („Niemand knetet uns wieder aus Erde und Lehm…“, aus: Die Niemandsrose [1968]) – 3. Sinfonia (Orchester) – 4. Zu beiden Händen (aus: Die Niemandsrose) – 5. Krokus (aus Zeitgehöft [hrsg. 1976]) – 6. (Orchesternachspiel)

### Orchesterwerke
- Concerto gregoriano (op. 6) für Streichorchester (oder Streichquartett)
- Zwei Ragtime-Tangos (opp. 8 und 31) für Streichorchester
- Konzert für Marimbaphon und Streichorchester (op. 32)
- Suite Mediterranée (op. 41) für Akkordeon-Orchester
- Zwiegespräche (op. 49) für Alphorntrio und Streichorchester
- Konzert für Harfe und Streichorchester (op. 72)
- Lina und Strano (op. 81). Suite für Akkordeonorchester
- Wandlungen (op. 115) für großes Orchester. UA 2003 Nürnberg (Nürnberger Philharmoniker, Dirigent: Philippe Auguin). Auftragswerk des Germanischen Nationalmuseums Nürnberg anlässlich seines 150-jährigen Bestehens
- Über die Hoffnung in finsterer Zeit (op. 127) für Cello-Orchester
- Wünschelrute (op. 232) für Orchester. UA 14. Mai 2023 Nürnberg, Kirche St. Martha (Collegium musicum Nürnberg, Dirigent Florian Grieshammer), anlässlich des 70. Geburtstags des Komponisten; Vertonung des Gedichts "Wünschelrute" von Joseph von Eichendorff

## CD-Einspielungen (Auswahl)
- Kami & Kaze – Nessi Tausendschön und Heinrich Hartl (1991)
- Trouble Bass – Lizzy Aumeier und Heinrich Hartl (1995?)
- Böhmen liegt am Meer (2000)
- Selma oder die Reise um den Tisch (2002). Interpretation von Texten von Selma Meerbaum-Eisinger
- Wenn ick mal tot bin – Jutta Czurda und Heinrich Hartl (2003)
- Lebenslied (2007)